# Wilhelm Falley
Wilhelm Falley (25. září 1897 – 6. června 1944) byl první německý generál, který byl zabit během bojů v Normandii v červnu 1944. Byl velitelem 91. pěchotní divize. Je pohřben na hřbitově Orglandes.

## Život
Narodil se v roce 1897 v Métách. 4. prosince 1914 se přihlásil jako dobrovolník k 93. pěšímu pluku. Během první světové války dostal obě třídy Železného kříže. Mezi válkami zůstal v armádě. V roce 1943 byl povýšen do generálské hodnosti. V červnu 1944 měl své velitelství v zámku Bernaville. Byly obavy, že se zámek stane cílem náletu, proto své velitelství přesunul přibližně 600 metrů od zámku do starého autobusu. 5. června 1944 se Falley zúčastnil nácviku obrany před vyloděním. 5. června večer se Falley začal přesouvat směrem na své velitelství. S ním v autě byl major Joachim Bartuzatem a řidiče dělal vojín Vogt. Jejich vozidlo se potkalo s vojáky z 82 výsadkové divize na pozemku mlýna. Zde jsou dvě varianty, jak události probíhaly. Jedna verze tvrdí, že američtí vojáci zastavili vůz palbou z ručních zbraní, a přitom byl Falley zastřelen a major Bratuzat byl zraněn. Dostal se z vozu a snažil se doplazit ke své pistoli Luger. Během této snahy byl zastřelen. Druhá verze je taková, že na auto byla zahájena palba z bazuky. Střela z bazuky dekapitovala Falleyho a Bartuzat se snažil doplazit ke své pistoli a američtí vojáci ho zastřelili. Řidič vozidla byl postřelen a zajat. Němci se o padlém generálovi dozvěděli až 9. června 1944. Falley je pohřben na vojenském hřbitově v Orglandes.